# Emma Coburn
Emma Coburn (Boulder (Colorado), Estats Units, 19 d'octubre de 1990) és una atleta estatunidenca, especialista en la prova de 3000 m obstacles, amb la qual ha aconseguit ser campiona mundial en 2017.
L'any 2017 va rebre el Premi Jackie Joyner-Kersee que s'atorga a la millor atleta nord-americana.

## Carrera esportiva
El seu major triomf el va aconseguir al Mundial de Londres 2017, on va guanyar la medalla d'or en 3000 m obstacles, quedant per davant el seu compatriota Courtney Frerichs i de la kenyana Hyvin Jepkemoi.